# 1961 en football
Cet article présente les faits marquants de l'année 1961 en football.

## Chronologie
- 16 novembre : création de l'UNFP.

## Coupes continentales de clubs

### Ligue des champions (C1)
La Coupe des clubs champions européens 1960-1961 voit le sacre du Benfica Lisbonne. C'est le premier sacre d'un club portugais dans cette compétition.
| Place          | Equipes                     |
| -------------- | --------------------------- |
| Vainqueur      | Benfica Lisbonne            |
| Finaliste      | FC Barcelone                |
| Demi-finaliste | Hambourg SV et Rapid Vienne |

### Coupe d'Europe des vainqueurs de coupe (C2)
La Coupe d'Europe des vainqueurs de coupe 1960-1961 voit la victoire de l'AC Fiorentina.
| Place          | Equipes                                  |
| -------------- | ---------------------------------------- |
| Vainqueur      | AC Fiorentina                            |
| Finaliste      | Glasgow Rangers                          |
| Demi-finaliste | Wolverhampton Wanderers et Dinamo Zagreb |

### Coupe des villes de foires (C3)
La Coupe des villes de foires 1960-1961 voit le sacre de l'AS Rome.
| Place          | Equipes                     |
| -------------- | --------------------------- |
| Vainqueur      | AS Rome                     |
| Finaliste      | Birmingham City             |
| Demi-finaliste | Inter Milan et Hibernian FC |

## Principaux championnats nationaux

### Tableau récapitulatif
| Championnat | Champion            | Dauphin             | Meilleur buteur   |
| ----------- | ------------------- | ------------------- | ----------------- |
| Espagne     | Real Madrid         | Atlético de Madrid  | Ferenc Puskás     |
| Angleterre  | Tottenham Hotspur   | Sheffield Wednesday | Jimmy Greaves     |
| Italie      | Juventus            | Milan AC            | Sergio Brighenti  |
| France      | AS Monaco           | RC Paris            | Roger Piantoni    |
| Allemagne   | FC Nuremberg        | Borussia Dortmund   | Uwe Seeler        |
| Portugal    | Benfica             | FC Porto            | José Águas        |
| Pays-Bas    | Feyenoord Rotterdam | Ajax Amsterdam      | Henk Groot        |
| Turquie     | Fenerbahçe          | Galatasaray         | Metin Oktay       |
| Écosse      | Glasgow Rangers     | Kilmarnock          | Alex Harley       |
| Suisse      | Servette FC         | BSC Young Boys      | Giuliano Robbiani |
| Argentine   | Racing Club         | San Lorenzo         | José Sanfilippo   |

## Principales Coupes nationales
| Compétition                | Vainqueur          | Finaliste         | Score(s) | Lieu(x) de la finale |
| -------------------------- | ------------------ | ----------------- | -------- | -------------------- |
| Coupe d'Espagne            | Atlético de Madrid | Real Madrid       | 3-2      | Madrid               |
| Coupe d'Angleterre         | Tottenham Hotspur  | Leicester City    | 2-0      | Wembley Stadium      |
| Coupe de la ligue anglaise | Aston Villa        | Rotherham United  | 0-2 3-0  | Millmoor Villa Park  |
| Coupe d'Italie             | AC Fiorentina      | Lazio Rome        | 2-0      | Florence             |
| Coupe de France            | CS Sedan-Ardennes  | Nîmes Olympique   | 3-1      | Colombes             |
| Coupe d'Allemagne          | Werder Brême       | FC Kaiserslautern | 2-0      | Gelsenkirchen        |
| Coupe du Portugal          | Leixões SC         | FC Porto          | 2-0      | Lisbonne             |

## Récompenses
| Remcompense | Remcompensé | nationalité | Club     |
| ----------- | ----------- | ----------- | -------- |
| Ballon d'or | Omar Sívori | Argentine   | Juventus |

## Naissances
Plus d'informations : Liste de personnalités du football nés en 1961.
- 23 mars : Lothar Matthäus (Allemagne).
- 19 août : Frédéric Antonetti (France).
- 2 septembre : Carlos Valderrama (Colombie).
- 2 septembre : Claude Puel (France).
- 18 septembre : Alain Casanova (France).
- 20 octobre : Ian Rush (Pays de Galles).
- 12 novembre : Enzo Francescoli (Uruguay).

## Décès
- 16 avril : décès à 62 ans de Martien Houtkooper, international néerlandais ayant remporté la médaille de bronze aux Jeux olympiques 1912 et la Coupe des Pays-Bas 1912.
- 24 mai : Frank Roberts, footballeur anglais.
- 22 juillet : décès à 69 ans de Cesare Lovati, joueur italien.